# Si Mohamed Ketbi
Si Mohamed Ketbi (27 december 1997) is een Belgisch taekwondoka. 

## Levensloop
Ketbi is afkomstig uit Brussel. Hij is van Marokkaanse afkomst.
Op de Olympische Jeugdzomerspelen 2014 in Nanking won Ketbi de bronzen medaille in de categorie tot 55 kilogram. Een jaar later op het wereldkampioenschap in Tsjeljabinsk won hij reeds op 17-jarige leeftijd een zilveren medaille in de categorie tot 58 kilogram. In de finale verloor hij van de Iraniër Farzan Ashourzadeh. In datzelfde jaar zorgde hij ook voor de eerste Belgische medaille op de eerste Europese Spelen.

## Palmares
2013
- EK bij de jeugd −55 kg

2014
- Olympische Jeugdzomerspelen −55 kg
- EK beloften −58kg

2015
- Wereldkampioenschap −58 kg
- Europese Spelen −58 kg

2016
- Uitgeschakeld in de eerste ronde van de Olympische Zomerspelen 2016